# Christopher Brathwaite
Christopher Anthony „Chris“ Brathwaite (* 12. August 1948 in Maraval, Port of Spain; † 12. November 1984 in Eugene, Oregon, USA) war ein Sprinter aus Trinidad und Tobago.
Bei den Olympischen Spielen 1976 in Montreal schied er über 100 Meter im Vorlauf aus und erreichte in der 4-mal-100-Meter-Staffel das Halbfinale.
1978 gewann er bei den Commonwealth Games in Edmonton mit der Mannschaft aus Trinidad und Tobago Silber in der 4-mal-100-Meter-Staffel. Über 100 Meter wurde er Siebter, und über 200 Meter erreichte er das Halbfinale.
Bei den Olympischen Spielen 1980 in Moskau gelangte er über 100 Meter ins Halbfinale und über 200 Meter ins Viertelfinale. In der 4-mal-100-Meter-Staffel schied er im Vorlauf aus.
1982 erreichte er bei den Commonwealth Games in Brisbane über 100 und 200 Meter das Halbfinale und 1983 bei den Weltmeisterschaften in Helsinki über 100 und 200 Meter das Viertelfinale.
Brathwaite besuchte mehrere Schulen in den Vereinigten Staaten, beginnend 1972 an der Eastern New Mexico im Jahr 1972, wechselte 1973 an das Spokane Community College und dann für den größten Teil seines Studiums an die University of Oregon (1974–77), das er mit Bachelor- und Master-Abschlüssen in Soziologie abschloss. Im Alter von 36 Jahren wurde er in der Nähe seiner Alma Mater, der University of Oregon, von einem amoklaufenden Studenten erschossen.

## Persönliche Bestzeiten
- 100 m: 10,35 s, 8. August 1982, Havanna
- 200 m: 21,02 s, 27. Juli 1980, Moskau